# Královská svatyně Panny Marie Sněžné (Santa Cruz de la Palma)
Královská ostrovní svatyně Panny Marie Sněžné (španělsky Real Santuario Insular de Nuestra Señora de las Nieves) je jedno z nejvýznamnějších církevních míst na kanárském ostrově La Palma. Klášter se nachází na území města Santa Cruz de la Palma a je zasvěcen Panně Marii Sněžné, patronce ostrova La Palma.

## Historie

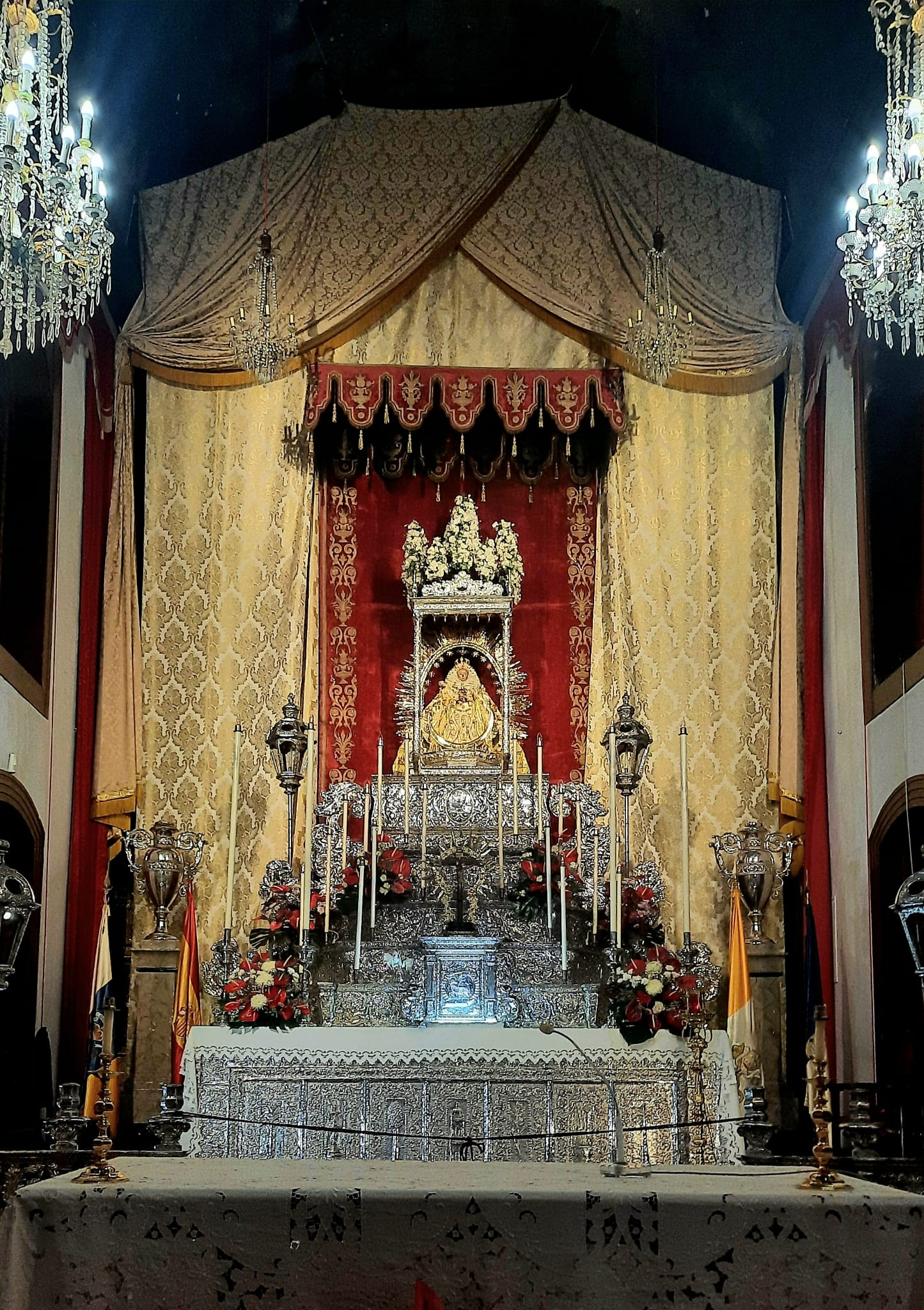
Soška Panny Marie Sněžné na oltáři

Předpokládá se, že na místě zvaném Morro de Las Nieves, které se nachází vedle dnešní svatyně, uctívali Benahoarité (domorodí obyvatelé La Palmy) sošku Panny Marie. Soška mohla být do této části ostrova přivezena výpravami mallorských nebo katalánských misionářů, nebo ji mohli domorodci najít na pobřeží a odvézt do zmíněného Morro de Las Nieves. Podobné události se odehrávaly i s dalšími soškami Panny Marie na ostatních Kanárských ostrovech, například s Pannou Marií z Candelarie na nedalekém ostrově Tenerife, kterou rovněž uctívali domorodí Guančové.
Nejstarší dokument ohledně svatyně Panny Marie Sněžné se jmenuje „Santa María de las Nieves“ a byl vydán 23. ledna 1507. Jedná se o spis od Dona Alonsa Fernándeze de Lugo, který Panně Marii daroval pozemek, na němž byl již v roce 1517 postaven primitivní chrám, v roce 1525 byl zvětšen a v roce 1646 byl přestavěn do dnešní podoby. Chrám byl v roce 1657 povýšen na farní kostel.
Ve svatyni se nachází mnoho cenných předmětů: vlámské řezby, více než tisíc votivních předmětů různého typu (z oceli, stříbra, zlata nebo vosku) včetně olejomaleb a obrazů z 18. až 20. století. K vidění jsou zde barokní řezby, oltářní obrazy z pozlaceného dřeva a oltářní trůn ze stříbra ze 17. a 18. století, další ozdoby a zlatnické předměty (např. šperky, lampy, liturgické ozdoby nebo posvátné nádoby ze všech různých období a uměleckých stylů).
Královskou svatyni navštívili španělský král Juan Carlos I. a řecká královna Sofie 15. října 1977 a při této příležitosti byl Jejímu Veličenstvu udělen titul „Camarera de Honor de la Santísima Virgen de las Nieves“, který přijala ještě jako španělská princezna.
Dne 14. ledna 2011 byla udělena Královské ostrovní svatyni Panny Marie Sněžné Zlatá medaile La Palmy. Bylo to uznání za duchovní a kulturní zásluhy a také kvůli skutečnosti, že po dlouhou dobu historie tvoří identitu obyvatel La Palmy. Cena byla udělena 5. srpna 2013, na svátek Panny Marie Sněžné.

## Galerie

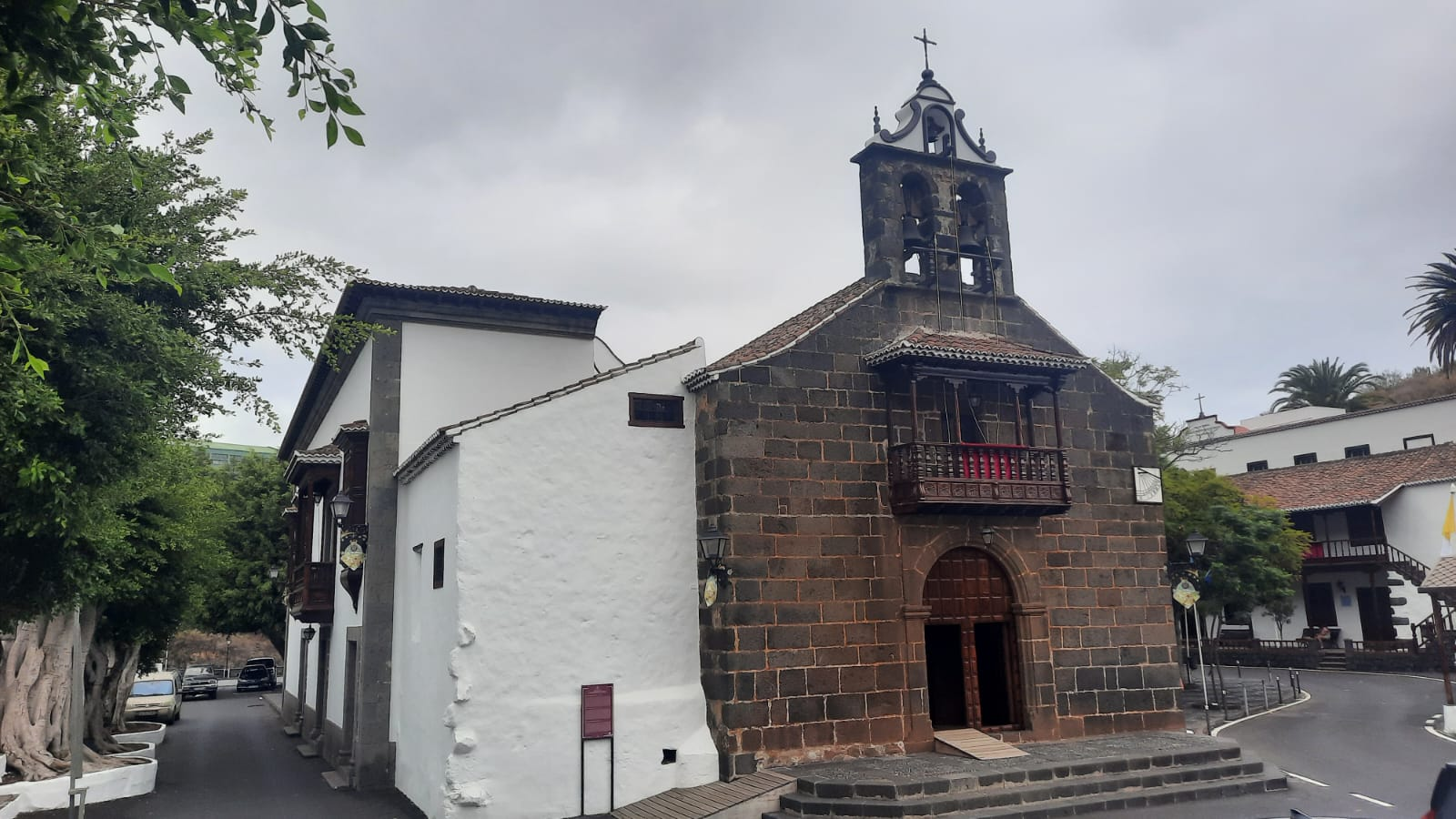
Pohled na svatyni zblízka
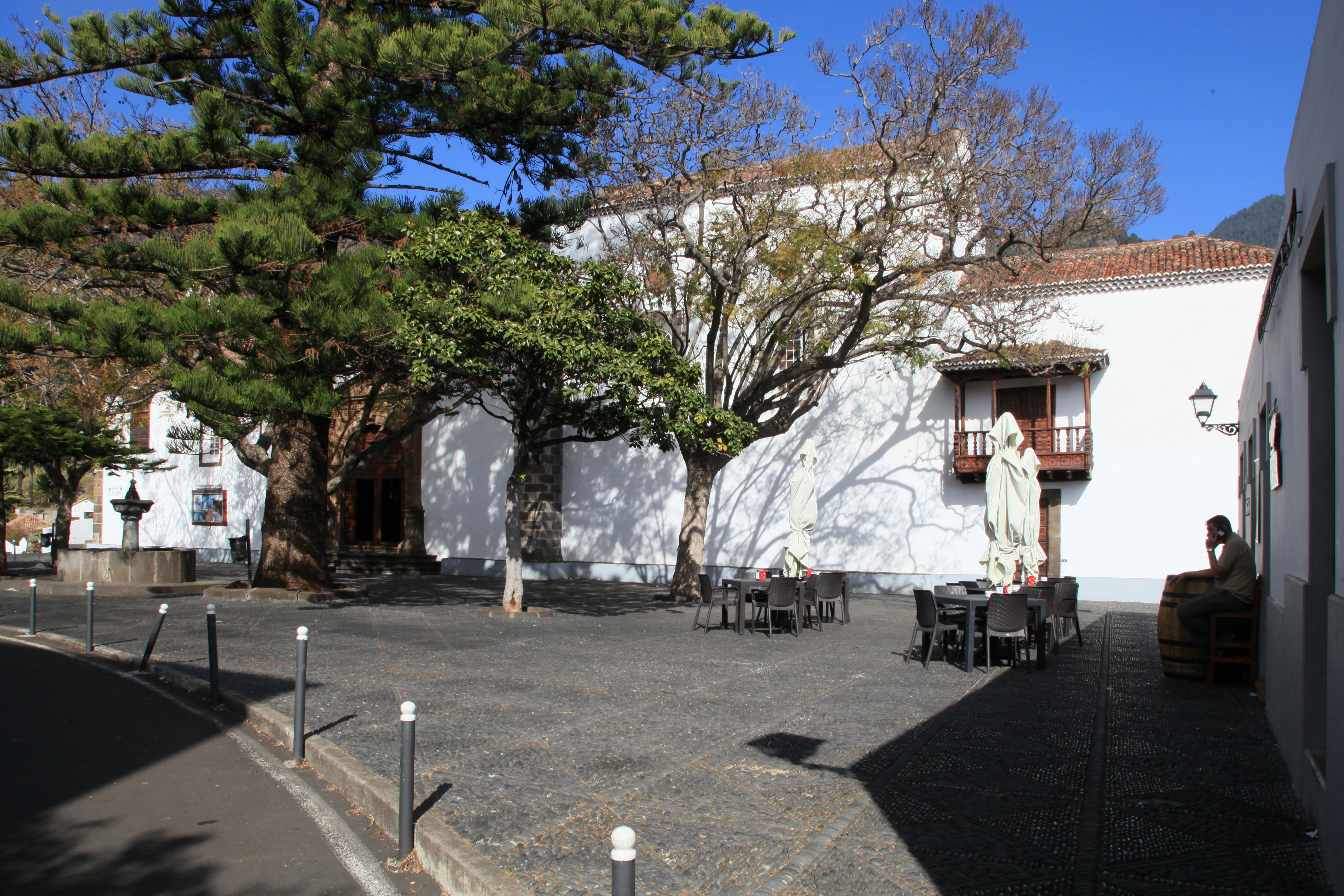
Pohled z boku na svatyni a na náměstíčko vedle ní
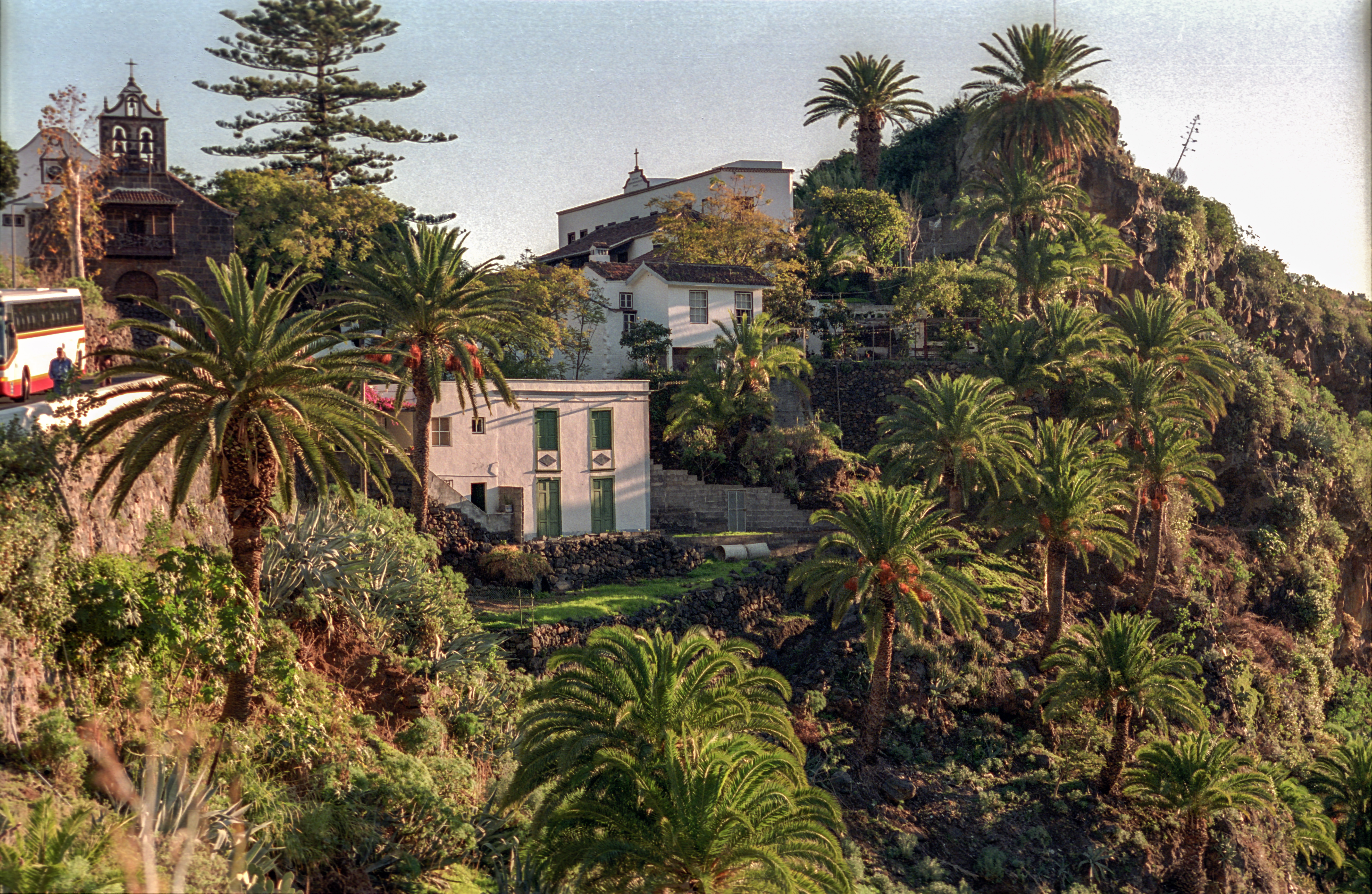
Výhled z dálky na posvátné místo
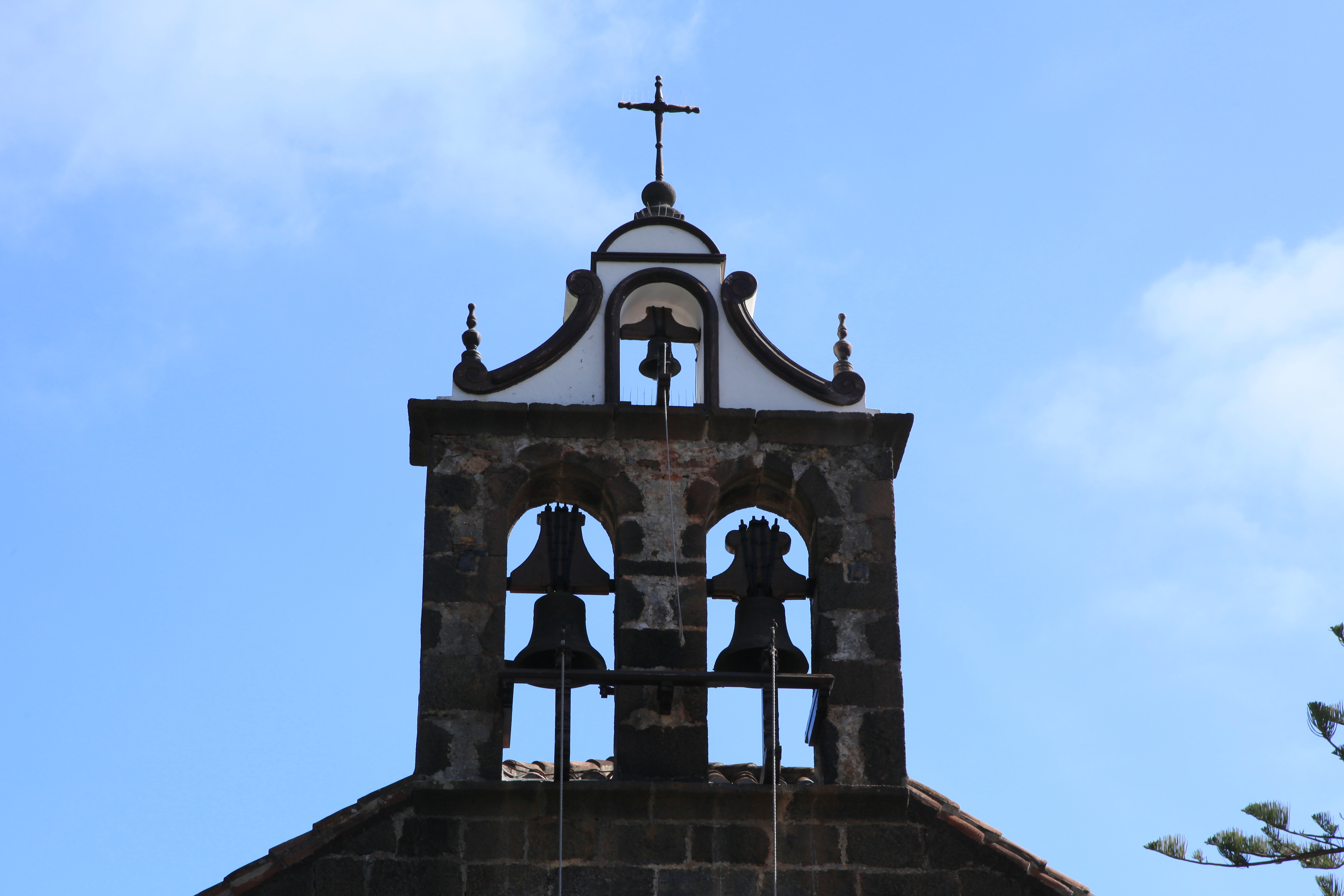
Zvony na věži svatyně
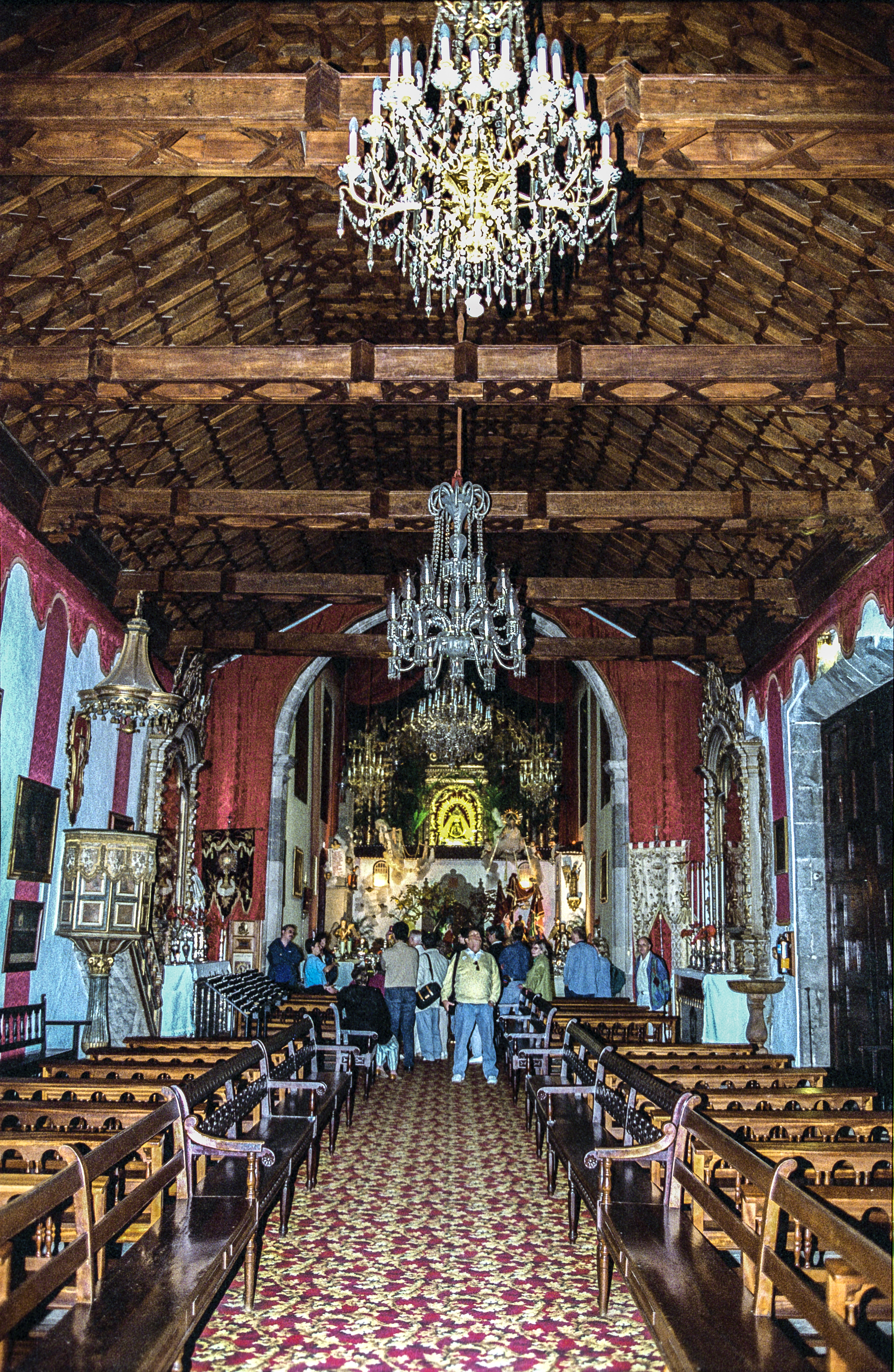
Interiér svatyně